# Avian
Avian Líneas Aéreas (antes conocida como Macair Jet) fue una aerolínea argentina fundada en 1996 y en propiedad de Sideco Americana, perteneciente al Grupo Macri, hasta que fue vendida en marzo de 2016 a Germán Efromovich, en su tiempo controlador del grupo aerocomercial Avianca Holdings.

## Historia

### Macair Jet
Fundada por el grupo Macri en 1996, Macair Jet brindaba servicios de vuelos ejecutivos, contando para ello con una moderna flota de jets privados. 
Entre 2007 y 2009 fue contratada por la provincia de Entre Ríos para operar la aerolínea LAER. En 2008, Macair Jet se hizo cargo de la operación de la empresa provincial Aerochaco,  uniendo Resistencia con Aeroparque y también con Buenos Aires, Formosa, Posadas y Rosario, entre otros. El contrato fue terminado en mayo de 2013. 
En 2016 a pocas semanas de asumir Mauricio Macri la presidencia del país, dio de baja la flota oficial al tiempo que descartó viajar en la empresa Aerolíneas Argentinas, eligiendo vuelos privados de la empresa Macair Jet que de este modo sería directamente beneficiada con contrataciones del Estado. El 27 de diciembre, el periodista Nicolás Pizzi reveló la creciente influencia de la firma aérea ligada al Grupo Macri y vinculó esto a las «decisiones que tomó el gobierno de Mauricio Macri sobre el manejo de la flota oficial».
El secretario general de la Asociación de Pilotos Líneas Aéreas (APLA), denunció la apertura del mercado aéreo a capitales privados que se mezcla con los intereses particulares de la familia Macri. Además vinculó a la firma Macair Jet con la quiebra de la Aerolínea Sol, debido al cese de los contratos que la firma tenía con Aerolíneas Argentinas.
En enero de 2016 se produce cierre de algunas rutas aéreas de Aerolíneas Argentinas, entre ellas Río Gallegos, donde Macair Jet había mostrado interés anteriormente. Desde enero de 2015 MacAir había iniciado un plan para operar en la Patagonia que incluía vuelos que conectarán con Río Gallegos, sin la competencia de la aerolínea de bandera.

### Avianca Argentina
En marzo de 2016 Macair Jet es vendida a la división Synergy Aerospace del conglomerado brasileño Synergy Group. La nueva razón social de la empresa es denominada Avian Líneas Aéreas S.A. y operaría comercialmente bajo la marca Avianca Argentina, mediante un acuerdo de licencia de marca ya que no forma parte de Avianca Holdings S.A.
En septiembre de 2016, siendo presidente Mauricio Macri fue imputado por el fiscal federal Jorge Di Lello junto a su padre Franco Macri y a los funcionarios Fernando de Andreis y Mario Quintana por los delitos de asociación ilícita, negociaciones incompatibles con el ejercicio de la función pública, defraudación contra la administración pública y tráfico de influencias. El fiscal describió una serie de maniobras como el otorgamiento de rutas aéreas a aerolíneas low cost, entre ellas Avian-Macair Jet y Fly Bondi (cercana a Quintana) y otros puntos como la privatización del servicio de traslado de funcionarios, la búsqueda de aviones nuevos por cifras millonarias y las denuncias por el uso de aviones de la empresa familiar. En el marco de este proceso el expiloto de Macair, Carlos Colunga, denunció: «Por rutas caseras a mí me pidieron $ 3 millones de garantía. ¿Saben cuánto presentó Flybondi por ir a Miami, Nueva York y Beijing? u$s 6.000. Ese es el escándalo, ese es el negociado». Di Lello declaró que «los dichos de Colunga, darían por sentado la relación de Quintana con Fly Bondi y no harían más que corroborar el plan del Presidente Mauricio Macri para concentrar en sus empresas familiares y las de sus amigos y funcionarios, la totalidad del negocio aerocomercial». El fiscal pidió investigar el importe del fondo de garantía que se le requieren a esta empresa para cederles dichas rutas. 
El 26 de octubre de 2016 Isela Costantini, entonces gerenta de Aerolíneas Argentinas, firmó la condonación de deuda a Macair Jet. Ella expresó: «Teniendo en cuenta la carencia de antecedentes disponibles para perseguir el cobro del crédito (...) esta Gerencia opina que la deuda es incobrable».
En 2017 trascendió el acuerdo por la distribución de los hangares pertenecientes a la empresa estatal Aerolíneas Argentinas en beneficio de Avianca Argentina. En dicha negociación participó como representante del Estado el director de Logística de la Secretaría General de la Presidencia de la Nación, Carlos Cobas, quien hasta hace pocos meses había sido gerente de Macair Jet. También Cobas habría participado en la negociación de la condonación de deudas que las empresas de Macair y Baires Fly mantenían con Aerolíneas Argentinas por el uso de esos espacios. Por este motivo se inició una causa penal que recayó en el juzgado del juez Sergio Torres. Ese mismo año se allanó Aerolíneas Argentinas y Avianca Argentina para investigar el presunto delito por la condonación de deuda que la empresa del Grupo Macri tenía con Aerolíneas Argentinas por el uso de sus hangares.

## Destinos regulares
| Ciudad                                       | Código de Aeropuerto | Código de Aeropuerto | Nombre del aeropuerto                          | Notas |
| Ciudad                                       | IATA                 | ICAO                 | Nombre del aeropuerto                          | Notas |
| -------------------------------------------- | -------------------- | -------------------- | ---------------------------------------------- | ----- |
| Argentina                                    |                      |                      |                                                |       |
| Desde Buenos Aires, Aeroparque Jorge Newbery |                      |                      |                                                |       |
| Reconquista                                  | RCQ                  | SATR                 | Aeropuerto Daniel Jukic                        |       |
| Sunchales                                    | NCJ                  | SAFS                 | Aeropuerto de Sunchales                        |       |
| Villa María                                  | VMR                  | SAOV                 | Aeropuerto Regional Presidente Néstor Kirchner |       |

## Flota
La flota de Macair Jet estuvo compuesta por las siguientes aeronaves:

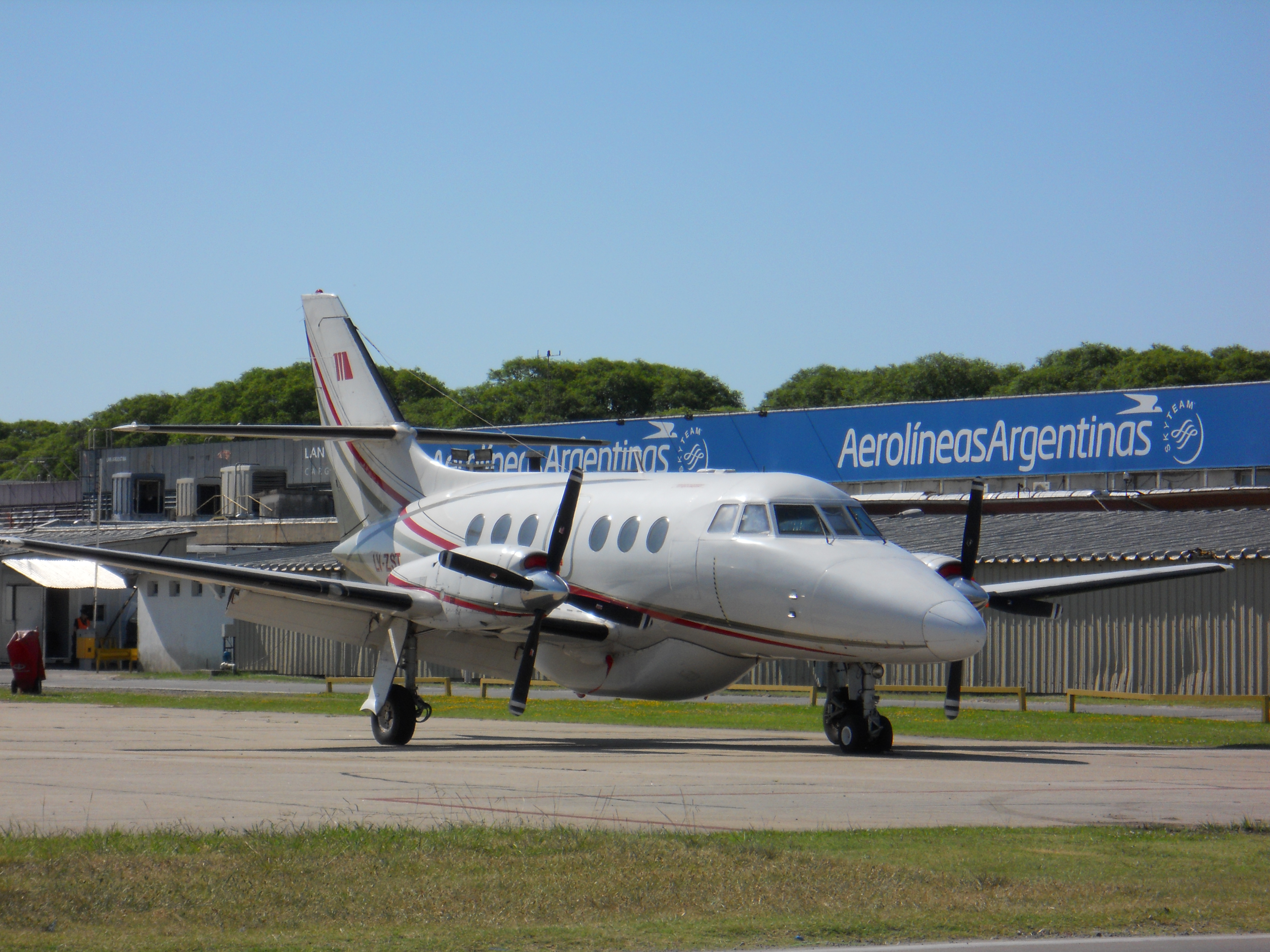
British Aerospace Jetstream 32 LV-ZST

La flota de Avianca Argentina contó con: